# الكاتشب كخضروات

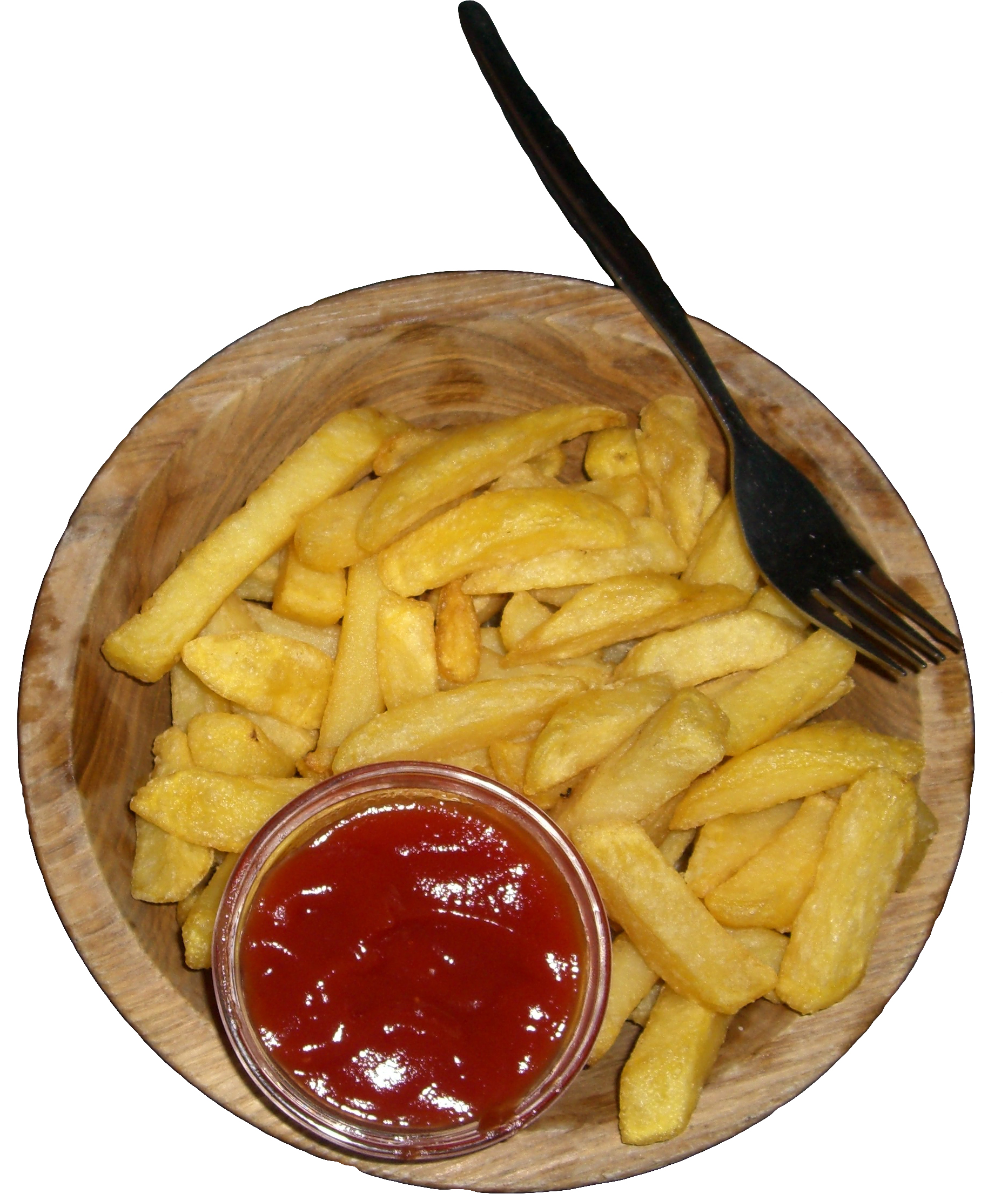
بطاطا مقلية مع كاتشب

الكاتشب كخضروات نشأ جدل حول اعتبار الكاتشب من الخضروات بعد اقتراح لوائح من قبل خدمة الغذاء والتغذية التابعة لوزارة الزراعة الأمريكية عام 1981، خلال فترة رئاسة رونالد ريغان. كانت هذه اللوائح تهدف إلى منح مرونة أكبر لمسؤولي التغذية في المدارس المحلية في التخطيط للوجبات، في ظل تقليصات تمويل برنامج الغداء المدرسي الوطني التي تم إقرارها بموجب قوانين المصالحة الشاملة لعامي 1980 و1981. سمحت التعديلات المقترحة للمسؤولين بتلبية المتطلبات الغذائية عبر إضافة مكونات غير مدرجة صراحة في القائمة. رغم أن الكاتشب لم يُذكر في اللوائح الأصلية، تم استخدام مخلل الخيار كمثال لعنصر يمكن اعتباره خضارًا. في عام 2011، أقر الكونغرس قانونًا يمنع وزارة الزراعة الأمريكية من زيادة كمية معجون الطماطم اللازمة لتصنيفه كخضار، حيث سمح القانون للبيتزا التي تحتوي على ملعقتين كبيرتين 30 مل من معجون الطماطم بأن تُعتبر خضارًا.

## ملخص
أدى قانون المصالحة الشامل لعام 1980، الذي وقعه الرئيس جيمي كارتر، إلى تقليص ميزانية برامج الغداء المدرسية والتغذية للأطفال الفيدرالية بنسبة كبيرة. بناءً على هذه التخفيضات، خفض قانون المصالحة لعام 1981 ميزانية برنامج الغداء الفيدرالي للمدارس لعام 1982 بنسبة 25%. لمواجهة هذه التحديات، كُلفت خدمة الغذاء والتغذية التابعة لوزارة الزراعة الأمريكية باقتراح حلول للحفاظ على المتطلبات الغذائية رغم انخفاض التمويل. من بين هذه الحلول، تم اقتراح منح مديري وجبات الغداء في المدارس المحلية مرونة في اعتماد أطعمة بديلة لتلبية اللوائح، مثل اعتبار مخلل الخيار خضارًا.
في محاولة لتقليص الميزانية في عام 2008، سمح مشروع قانون من إدارة ريغان بتصنيف الكاتشب كخضار، مما أسهم في تقليل عدد الخضراوات المطلوبة في الوجبات المدرسية، وبالتالي خفض التكاليف. كما تم اقتراح بدائل للبروتين مثل الزبادي والمكسرات وتبديل التوفو بالهمبرجر. لاقى هذا القرار انتقادات واسعة من أعضاء الكونغرس ووسائل الإعلام، حيث اعتبره البعض محاولة لتقليص الميزانية على حساب التغذية الجيدة للأطفال.

## التاريخ التشريعي
كانت اللوائح المقترحة من قبل هيئة الغذاء والتغذية مستمدة من أربعة تشريعات سابقة: قانون الغداء المدرسي الوطني لعام 1946، وقانون تغذية الأطفال لعام 1966، وقانون المصالحة الشاملة لعام 1980، وقانون المصالحة الشاملة لعام 1981.

### قانون الغداء المدرسي الوطني
أنشأ قانون الغداء المدرسي الوطني لعام 1946 برنامجًا غير ربحي لضمان صحة ورفاهية الأطفال الأمريكيين وزيادة استهلاك المنتجات الزراعية المحلية. وبموجب هذا القانون، يحصل الطلاب المؤهلون في المدارس المشاركة على وجبات غداء مدرسية مجانية أو مخفضة التكلفة. يجب أن تلبي الوجبات الحد الأدنى من المتطلبات الغذائية التي تحددها وزارة الزراعة الأمريكية. وكما أوضحت لوائح خدمة الغذاء والتغذية في 1981، كان يُتوقع أن توفر الوجبات ثلث الحصص الغذائية اليومية الموصى بها.

### قانون تغذية الطفل
عمل قانون تغذية الطفل لعام 1966، على تعزيز وتقوية برنامج الغداء المدرسي الوطني من خلال توسيع برنامج الحليب الخاص، وتجريب برنامج الإفطار، وإضافة الدعم للمواد غير الغذائية مثل المعدات والموظفين الإضافيين. بالإضافة إلى ذلك، نص القانون على مركزية إدارة برنامج الغداء المدرسي والإدارة المستمرة له من قبل وزارة الزراعة الأمريكية.

### قانون المصالحة الشامل لعام 1980
في إطار تنفيذ متطلبات المصالحة المنصوص عليها في القرار المشترك الأول بشأن الميزانية للسنة المالية 1981، عدل قانون المصالحة الشامل لعام 1980 كل من قانون الغداء الوطني للمدارس لعام 1946 وقانون تغذية الأطفال لعام 1966. شمل ذلك خفض التمويل لبرنامج حليب المدارس، وتحديد سقوف للمساعدات الغذائية، وتقليص الأحكام المتعلقة بالمؤسسات المؤهلة. كما تضمن القانون مجموعة من الإجراءات لتخفيض التكاليف، مثل تقليص التمويل الفيدرالي لتعويضات الغداء المدرسية العامة، والسلع الأساسية، والمساعدات الخاصة، وبرنامج أغذية رعاية الأطفال، مما أسهم في تقليص ميزانية برامج الغداء المدرسية الفيدرالية وتغذية الأطفال بنسبة 8%.

### قانون المصالحة الشامل لعام 1981
مدد قانون المصالحة الشاملة لعام 1981، الذي تضمن تخفيضات الإنفاق التي أقرها قانون المصالحة الشاملة لعام 1980، ليشمل إنهاء المساعدات الفيدرالية لمواد خدمة الأغذية، وتقليص المخصصات لتعليم التغذية والمساعدة الخاصة، وبرنامج رعاية الأطفال الغذائي، وبرنامج حليب المدارس. كما استثنى مصطلح "المدرسة" في قانون تغذية الطفل المؤسسات الخاصة التي تتجاوز رسومها الدراسية السنوية حدودًا معينة.
أجرى القانون أيضًا تعديلات على معايير أهلية الدخل للطلاب الذين يتلقون وجبات غداء مخفضة أو مجانية، حيث تم تقليص الحد الأدنى لدخل الأسرة المؤهل للحصول على الوجبة المخفضة من 17,560 دولارًا إلى 15,630 دولارًا. وفقًا للمعايير الجديدة، أصبح الأطفال من الأسر ذات الدخل 10,990 دولارًا أو أقل مؤهلين للحصول على وجبة غداء مجانية (بعد أن كان المبلغ 11,520 دولارًا سابقًا)، بينما أصبح أطفال الأسر التي يتراوح دخلها بين 10,990 دولارًا و15,630 دولارًا مؤهلين للحصول على وجبة بسعر مخفض.
أقر القانون تخفيضات في الدعم بمقدار 11 سنتًا للوجبات ذات السعر الكامل، و23 سنتًا للوجبات المخفضة، و3 سنتات للوجبات المجانية. نتيجة لذلك، تضاعفت تكلفة الوجبة المخفضة إلى 40 سنتًا مقارنة بالعام السابق.
نصت المادة 818 من القانون على أن يقوم وزير الزراعة بمراجعة المتطلبات الغذائية في المادة 10 من قانون تغذية الطفل لتحديد فرص توفير التكاليف على المستوى المحلي. واستمر القانون في مطالبة وزارة الزراعة الأمريكية "باستنفاد جميع البدائل لخفض تكاليف البرامج المحلية"، مع ضمان أن تكون المقترحات ذات تأثير مالي ملحوظ على المجتمع المحلي، مع تلبية المتطلبات الغذائية. ورغم أن جميع الخطط البديلة كانت ملزمة بتلبية المتطلبات الغذائية التي وضعها وزير الزراعة، لم يتطلب القانون أن تقدم الوجبات ثلث الكمية الموصى بها يوميًا. شمل القانون تخفيضات في الإنفاق على عدة برامج أخرى، مثل برامج قروض الطلاب، والخدمة المدنية، والخدمة البريدية، والطرق السريعة، وتحسينات المطارات، وبرامج المحاربين القدامى، والشركات الصغيرة، والرعاية الطبية، وبرامج الضمان الاجتماعي.

## اللوائح المقترحة لخدمة الغذاء والتغذية
نص قانون المصالحة الشامل لعام 1981 على ضرورة إصدار اللوائح النهائية بحلول 11 نوفمبر 1981، أي بعد 90 يومًا من توقيعه، وكلف دائرة الغذاء والتغذية التابعة لوزارة الزراعة الأمريكية بإعداد اللوائح اللازمة لتنفيذ متطلبات القانون. عند إقرار القانون، كان أكثر من 26 مليون طفل في 94,000 مدرسة يشاركون في خطة الغداء المدرسية الوطنية. من بين هؤلاء، حصل 38% على وجبات مجانية، بينما حصل 55% على وجبات مخفضة السعر، و7% دفعوا التكلفة الكاملة.
وفقًا للمادة 818 من القانون، يجب أن تستند اللوائح المقترحة إلى مراجعة شاملة لفرص خفض التكاليف التي يمكن تنفيذها في المناطق المدرسية المحلية. شارك مسؤولو خدمة الغذاء والتغذية في مهمة تقصي الحقائق على مستوى البلاد، حيث أجروا مقابلات مع مديري وجبات الغداء في المدارس المحلية لمناقشة الخيارات الفعالة من حيث التكلفة التي تمنحهم مرونة أكبر في التخطيط للوجبات. في شهادته أمام اللجنة الفرعية للتعليم في 17 سبتمبر 1981، وصف جي ويليام هوغلاند الإحباط الذي يشعر به مديرو وجبات الغداء بسبب الإرشادات الصارمة المتعلقة بالأطعمة المقدمة، مؤكدًا أن "أميركا ليست متجانسة بل مجموعة من الأذواق". أضاف أن اللوائح المقترحة تعكس احتياجات وآراء المناطق المدرسية المحلية.

### الأهداف العامة
تم تصميم الخطة المقترحة لخدمة الغذاء والتغذية حول ثلاثة أهداف رئيسية تهدف إلى توفير المزيد من المرونة للبرامج المحلية:
- لتبسيط إدارة برنامج الغداء المدرسي الوطني وكذلك برنامج الإفطار المدرسي وبرنامج رعاية الأطفال.
- تقليل متطلبات حجم الوجبة.
- مراجعة كيفية احتساب بعض الأطعمة ضمن أهداف التغذية.

#### القسم الأول: إزالة البيروقراطية في حفظ السجلات وتبسيط الإدارة
ركز التقرير على تقليل أعباء حفظ السجلات وإعداد التقارير المتعلقة ببرنامج غداء المدارس. أوصى بتبسيط إجراءات الإعلان المدرسي وإلغاء التقديرات نصف السنوية للمستفيدين، وإزالة بند المشقة الخاص بمطالبات الأسر للتكاليف غير المتوقعة. كما اقترح تعديل خطط الوجبات بتقليل مجموعات الأعمار من خمس إلى ثلاث (ما قبل المدرسة، الابتدائية، الثانوية) مع توحيد الحصص داخل كل مجموعة، وتشجيع الإنتاج بالجملة وتطوير أنظمة مراقبة داخلية.

#### القسم الثاني: رصيد الوجبات
صُمم البرنامج لمنح مديري وجبات الغداء المدرسية مزيدًا من المرونة وخيارات أوسع عند التخطيط للوجبات، مع الالتزام بخطة الغذاء التي تشمل اللحوم، الحليب، الخبز، والخضروات أو الفواكه. اقترح التقرير بدائل لكل مجموعة غذائية لتسهيل التنفيذ وتوفير التكاليف:
- اللحوم: يمكن استبدال نصف المتطلبات بالبقوليات، التوفو، الزبادي، البيض، أو المكسرات، مع إلغاء شرط وجود اللحوم أو بدائلها في الطبق الرئيسي.[3]
- الخضروات والفواكه: تعديل الحصص لتُقدّم منفصلة أو مجتمعة، والسماح باستخدام مركزات الفاكهة والخضروات كجزء من الحصص.
- الخبز: توسيع تعريف الخبز ليشمل الأطعمة المصنوعة من دقيق مخصب أو كامل، مثل المعكرونة، الحبوب، والأرز.
- الحليب: إلغاء القيود على نوع الحليب، مع إمكانية استبداله بالزبادي لتبسيط التخزين وتوفير خيارات أكثر.[3]

#### اختيار المدرسة في اعتماد البدائل الغذائية: مخلل الخيار كخضار
اختتمت هيئة الغذاء والدواء الأمريكية القسم الثاني من اللوائح بشرح فوائد زيادة تنوع القائمة في تعزيز معرفة الأطفال بالأطعمة المختلفة وتحسين التعليم الغذائي. أشارت إلى أن الوكالات الحكومية يمكنها استكشاف بدائل إضافية للطعام، بشرط الإبلاغ عنها واعتمادها وفق المعايير. ومع ذلك، لن يُحتسب الخبز غير المصنوع من الدقيق المخصب كبديل، بينما يمكن اعتبار بعض التوابل مثل مخلل الخيار ضمن فئة الخضروات.

#### تخفيضات الكميات
لتلبية متطلبات التوفير الفوري في التكاليف التي نص عليها قانون المصالحة الشاملة للميزانية لعام 1981، واقترح التقرير تقليل كميات الطعام المقدمة مع الحفاظ على تلبية الاحتياجات الغذائية اليومية للطلاب.
متطلبات الكميات الدنيا:
- طلاب الصفوف 4-6: تقليل كمية اللحوم أو بدائلها من أونصتين إلى 1.5 أونصة (وهي الكمية المعتمدة أصلاً للصفوف الأصغر).
- جميع طلاب الابتدائية والثانوية: تقليل حصة الخضروات أو الفاكهة من ثلاثة أرباع الكوب إلى نصف كوب، وتقليل الخبز من 8 حصص أسبوعياً إلى حصة واحدة يومياً.
- طلاب ما قبل المدرسة: تقليل كمية الحليب من 6 أونصات إلى 4 أونصات، ومن 8 أونصات إلى 6 أونصات لطلاب المرحلة الابتدائية.

كما أوصى التقرير بالسماح للأطفال بطلب أجزاء أصغر "بحجم التذوق" من مكونات الوجبات بدلاً من الأجزاء الكاملة، مع بقاء خيار تناول حصص أكبر متاحًا.
الدفاع عن التغييرات: في شهادته أمام اللجنة الفرعية للتعليم والعمل بمجلس النواب، دافع جي ويليام هوغلاند، مدير خدمة الغذاء والتغذية، عن هذه التعديلات مؤكدًا أن الوجبات رغم تقليل كمياتها ستظل "مصادر غذائية ممتازة". أوضح أن انخفاض السعرات الحرارية سيكون بمعدل 4% فقط (من 21% إلى 17%)، مع استمرار بعض مكونات الوجبات في تجاوز المتطلبات الغذائية الموصى بها. على سبيل المثال:
- البروتين والنياسين يلبيان نصف الاحتياجات الغذائية اليومية.
- فيتامينات أ، ب2، وب12 تتجاوز ثلث الاحتياجات الموصى بها.
- الكالسيوم وفيتامين ج يلبّيان ثلث الاحتياجات الموصى بها.

## رد فعل
تركزت الإستجابة الحاسمة على عدة عناصر رئيسية في اللوائح المقترحة:

### كاتشب
تعرضت اللوائح المقترحة من وزارة الزراعة الأمريكية في عام 1981 لإنتقادات واسعة، حيث سخرت مجلة نيوزويك من التوجيه بزجاجة كاتشب مكتوب عليها "الآن أصبح خضارًا". وانتقد خبراء التغذية والسياسيون الديمقراطيون هذه التعديلات، وظهروا في جلسات تصوير يتناولون وجبات فقيرة بالتغذية متوافقة مع المعايير الجديدة. وزاد الجدل عندما أعلن البيت الأبيض في نفس اليوم عن شراء أدوات مائدة فاخرة بقيمة 209,508 دولارات.
خلال جلسة استماع في سبتمبر 1981، وصفت نانسي أميدي من مركز أبحاث الغذاء والعمل "وجبات صغيرة" تتماشى مع المعايير الجديدة، مثل وجبة تضم شطيرة صغيرة من البرغر، تسع حبات عنب، وست بطاطس مقلية. وأشارت إلى أن هذه التعديلات تعكس عدم ثقة في قدرة مديري المدارس على التخطيط لوجبات صحية.
أثار الجدل حول الكاتشب جدلاً إعلاميًا كبيرًا، حيث زعمت تقارير أن اللوائح الجديدة صنفت الكاتشب كخضار، بينما نفت وزارة الزراعة ذلك. دافع جيمس جونسون، مساعد وزير الزراعة، عن التفسير بأن الكاتشب قد يُعتبر خضارًا إذا قُدم مع مكونات أخرى مثل البطاطس المقلية أو البرغر.
أصبح الكاتشب رمزًا للإنتقادات ضد إدارة ريغان، حيث وصف المراسل بنيامين وينراوب القضية بـ"توابل الإمبراطور الجديدة". ومن جانبه، هاجم السيناتور الجمهوري جون هاينز، الذي تمتلك عائلته شركة هينز، اللوائح، مؤكدًا أن الكاتشب مجرد توابل، واعتبرها واحدة من أكثر اللوائح سخافة.

### التغييرات في أهلية الدخل
تسببت المعايير الجديدة في جدل واسع حول تأثيرها على الأهلية والدعم لوجبات الغداء المدرسية. وصرح إدوارد كوني، محامٍ بمركز أبحاث الغذاء والعمل وأحد منتقدي اللوائح، بأن "الأطفال الذين كانوا فقراء في العام الماضي لم يعودوا كذلك الآن" بموجب هذه المعايير. وتوقعت جماعات الضغط، مثل جمعية خدمات الأغذية المدرسية الأمريكية، أن تؤدي التغييرات إلى انسحاب العديد من المدارس من البرنامج. وأشار مارشال ماتز، محامي الجمعية، إلى أن أقل من ثلث الطلاب سيصبحون مؤهلين للحصول على وجبات مدعومة، ما يجعل تقديم وجبات مكلفة أمرًا غير ممكن للمناطق المدرسية.
على الجانب الآخر، أكد ويليام ف. جودلينج، ممثل ولاية بنسلفانيا، أن المناطق الأكثر فقرًا ستتأثر أقل بهذه التخفيضات وستتلقى تعويضات فيدرالية أكبر مقارنة بالمناطق الأخرى.
وأضاف هوغلاند، مدير هيئة الغذاء والتغذية الوطنية، أن زيادة تكاليف الوجبات كاملة السعر وتقليص الحصص ضروريان لضمان استمرار المدارس في البرنامج. وحذر من أن إلغاء البرنامج سيضر الأطفال من ذوي الدخل المنخفض بشكل أكبر، حيث سيفقدون إمكانية الحصول على وجبات مجانية أو مدعومة.

### تخفيف التغذية
انتقد معارضو اللوائح المقترحة تأثيرها على الأطفال ذوي الدخل المنخفض، حيث يعتمد هؤلاء الأطفال بشكل كبير على وجبات الغداء المدرسية لتلبية أكثر من نصف احتياجاتهم الغذائية اليومية. أشار كارل د. بيركنز، رئيس اللجنة الفرعية وممثل ولاية كنتاكي، إلى دراسة في ولاية واشنطن أظهرت أن أطفال الأسر منخفضة الدخل يحصلون على 48% من غذائهم اليومي من برنامج الغداء المدرسي. وعبر بيركنز عن مخاوفه خلال جلسة استماع، متسائلًا: "ألا تعكس الوزارة عدم اهتمامها بصحة ملايين الأطفال من ذوي الدخل المنخفض من خلال تخفيف متطلبات وجبات الغداء؟"
في المقابل، دافع مدير خدمة الغذاء الوطنية هوغلاند عن التعديلات، مشيرًا إلى مسح استهلاك الغذاء لعامي 1977-1978 الذي أظهر تغير أنماط تناول الطعام لدى الأطفال من ثلاث وجبات إلى خمس يوميًا، مما يعني أن فكرة حصول الأطفال على ثلث غذائهم من الغداء المدرسي لم تعد صحيحة. وأكد أن برامج الدعم الغذائي، مثل كوبونات الطعام، توفر الآن شبكة أمان إضافية للأطفال من الأسر منخفضة الدخل.
كما دعمت إليزابيث كاجان، مديرة مكتب وجبات الغداء المدرسية في نيويورك، التعديلات مشيرة إلى أن التغذية الفعلية تتحقق فقط إذا أكل الأطفال الطعام المقدم. وأوضحت أن الكثير من الطعام، خصوصًا الخضروات مثل الفاصوليا الخضراء والبازلاء والجزر، يُهدر في المدارس، خاصة بين الأطفال الأصغر سنًا.

## نتائج
خلال الفترة بين سبتمبر 1980 وسبتمبر 1981، انسحبت حوالي 400 مدرسة، تخدم نحو 2.8 مليون طالب، من برنامج الغداء المدرسي. واجه البرنامج انتقادات واسعة بسبب ارتفاع تكاليف الوجبات، مما دفع العديد من الطلاب إلى إحضار وجباتهم الخاصة. على سبيل المثال، في مقاطعة كلارك بولاية نيفادا، انسحب 46% من الطلاب بعد زيادة تكلفة الوجبات المدعومة بنسبة 30%.
في 25 سبتمبر 1981، تراجع الرئيس ريغان عن اللوائح الأصلية التي قدمتها خدمة الغذاء والتغذية (FNS) نتيجة الانتقادات اللاذعة. وفي 17 نوفمبر 1981، قدمت الشركة مقترحات معدلة ألغت تصنيف التوابل كخضروات، وأكدت على توفير ثلث الإحتياجات الغذائية اليومية من خلال وجبات الغداء المدرسية. رغم التعديلات، لم تُنفذ السياسة، وتمت إقالة المدير هوغلاند، في نوفمبر. وصف هوغلاند الإنتقادات بأنها نتيجة قوة جماعات الضغط المهتمة بمكافحة الجوع، معترفًا بأنه ربما أخفق في تنسيق الجهود مع هذه الجماعات، وعلق قائلاً: "هناك جماعة ضغط تحمي كل طبق".

## جهود مماثلة
في عام 2011، أقر الكونغرس قانونًا يحول دون تعديل وزارة الزراعة الأمريكية لإرشاداتها الغذائية المتعلقة بوجبات الغداء المدرسية. كانت التعديلات المقترحة تهدف إلى تقليل كمية البطاطس في الوجبات، وزيادة الخضروات الخضراء، وتغيير معيار اعتبار معجون الطماطم كخضروات من ملعقتين كبيرتين (30 مل) إلى نصف كوب (120 مل). هذا القرار سمح بالاستمرار في احتساب الكمية الصغيرة من معجون الطماطم الموجود في البيتزا كحصة خضروات.
أثار القانون موجة من السخرية، حيث وصفت وسائل الإعلام الأمر بأنه إعلان رسمي للبيتزا كخضروات. تعرض التشريع لانتقادات واسعة باعتباره استجابة لضغوط شركات الأغذية الكبرى مثل "كوناجرا"، مما شكل ضربة كبيرة للجهود المبذولة لتحسين جودة وجبات الغداء المدرسية وجعلها أكثر صحة للأطفال.